# Rabindranath Tagore

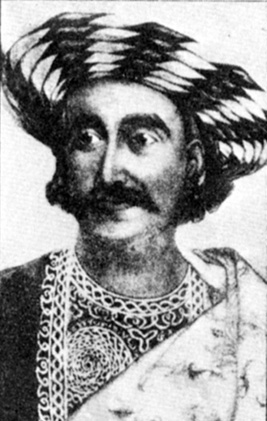
Il nonno Dwarkanath (1794 - 1846)

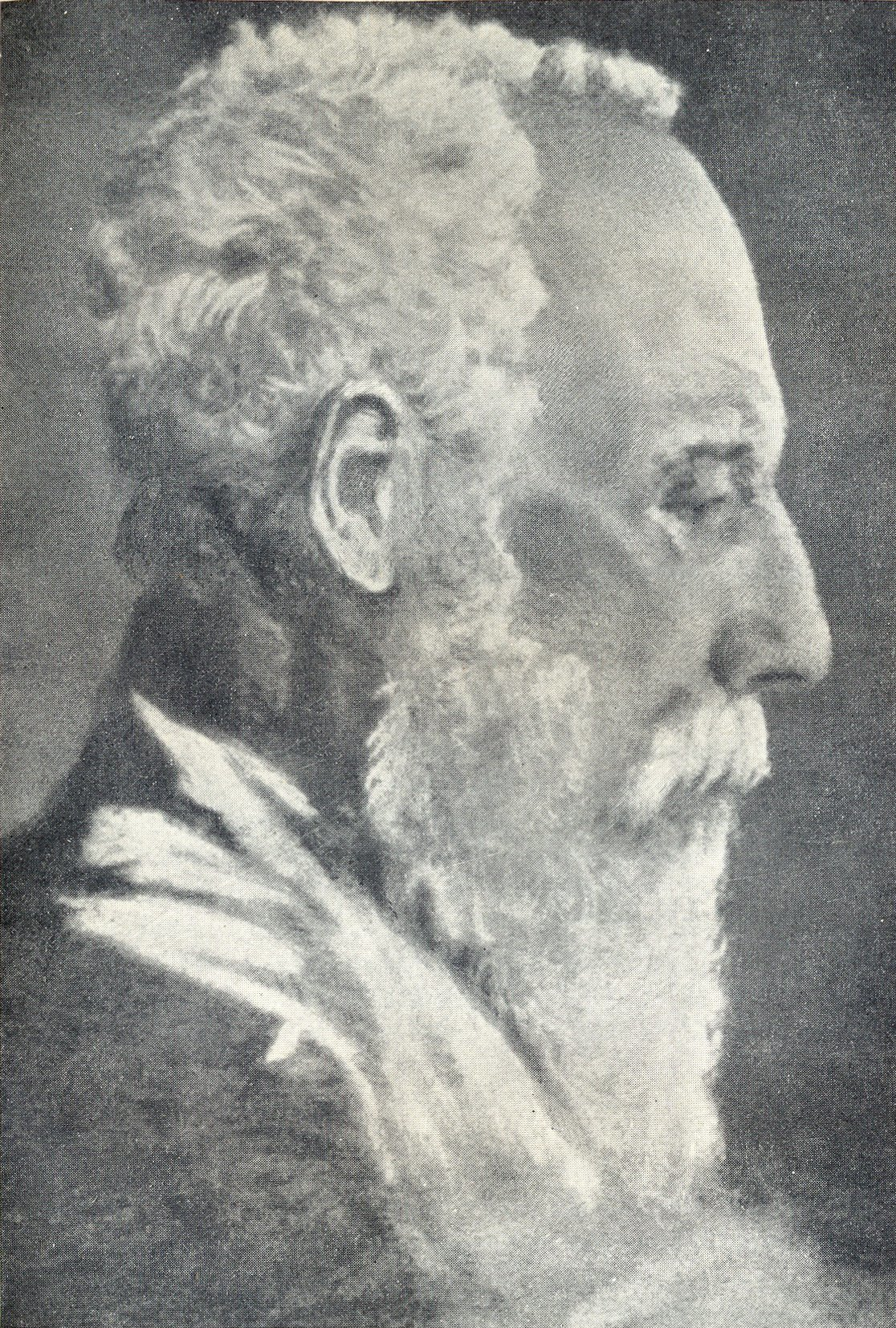
Il padre Debendranath (1817 - 1905)

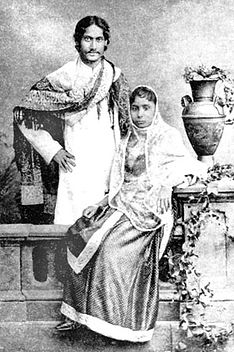
1883 Rabindranath Tagore e la moglie Mrinalini Devi

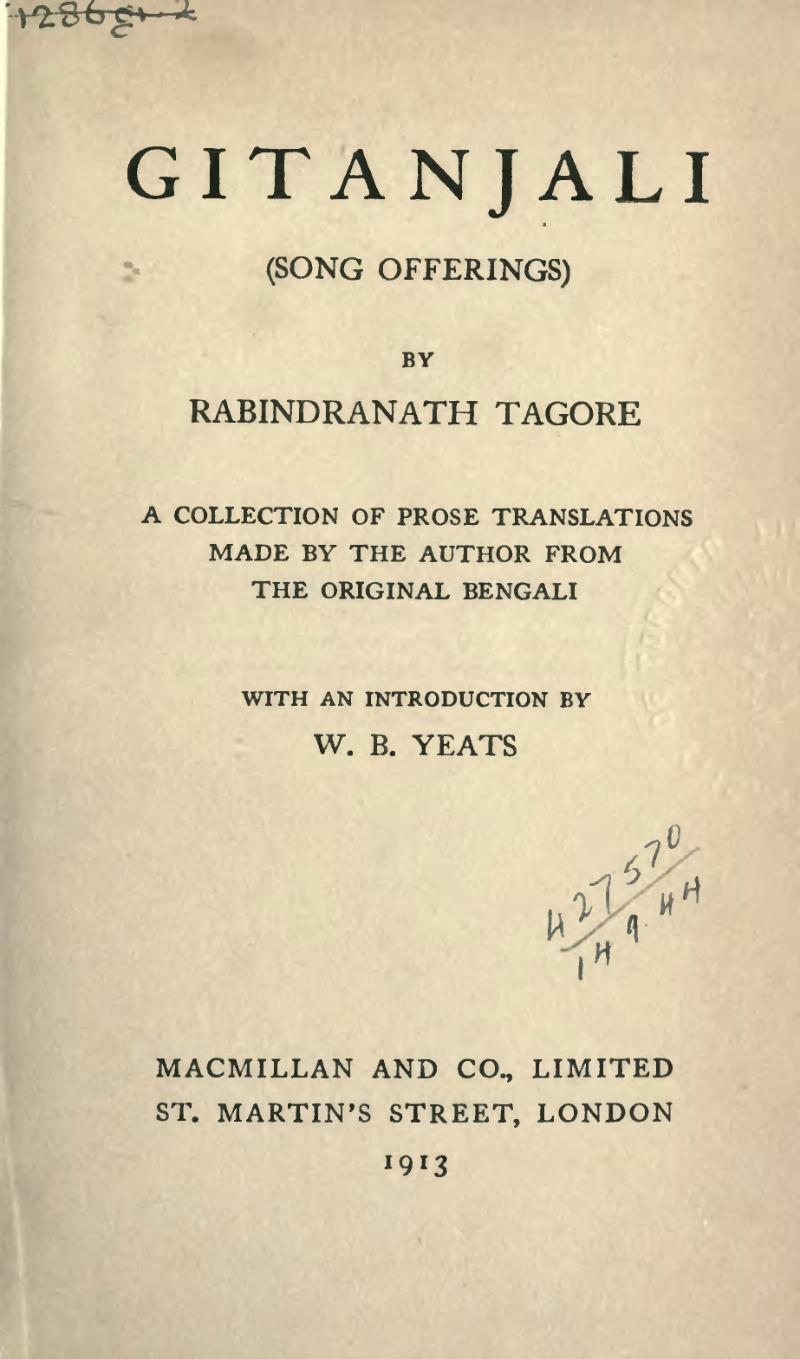
Gītāñjali, Offerta di canti (1913)

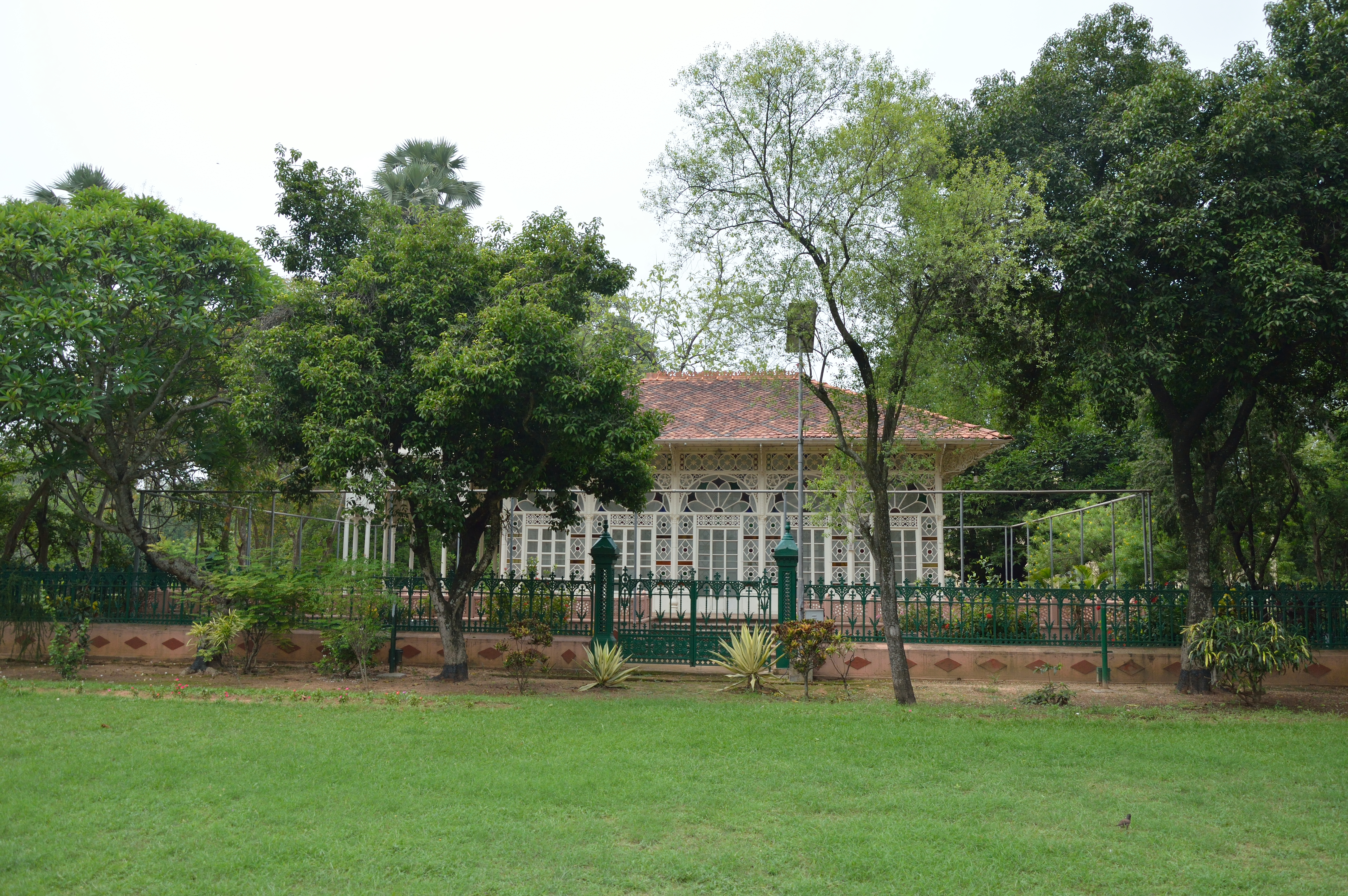
Upasana Griha (Prayer Hall, costruita da Debendranath Tagore nel 1863, Visva Bharati University

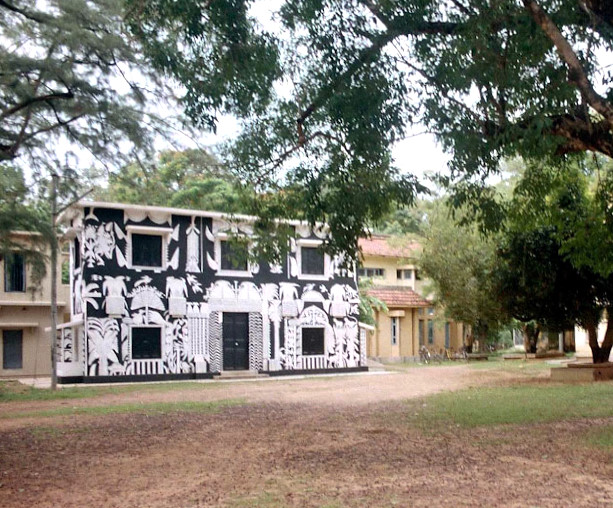
Kala Bhavan, Istituto di Arti Figurative a Santiniketan

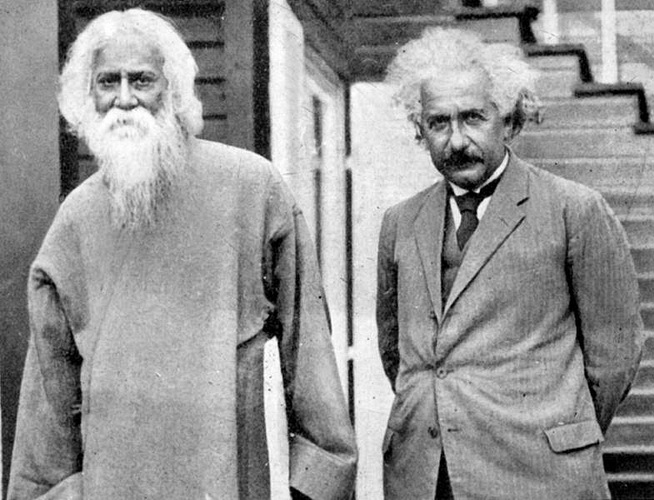
1930 Tagore con Einstein

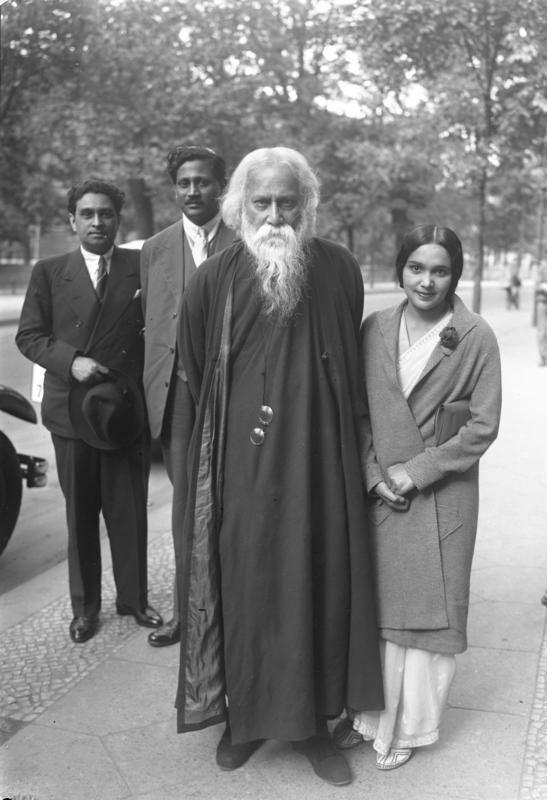
1931 Viaggio in Germania

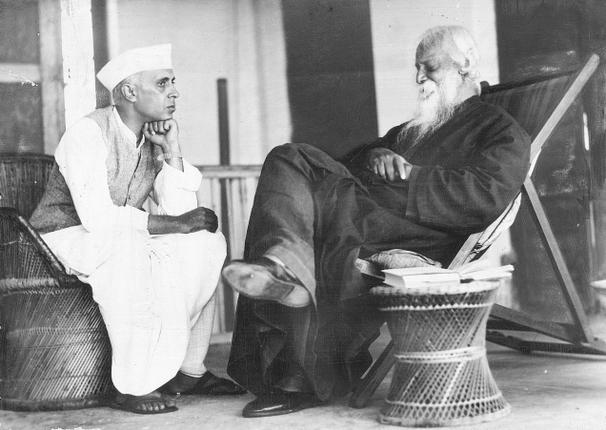
1940 Tagore con Nehru

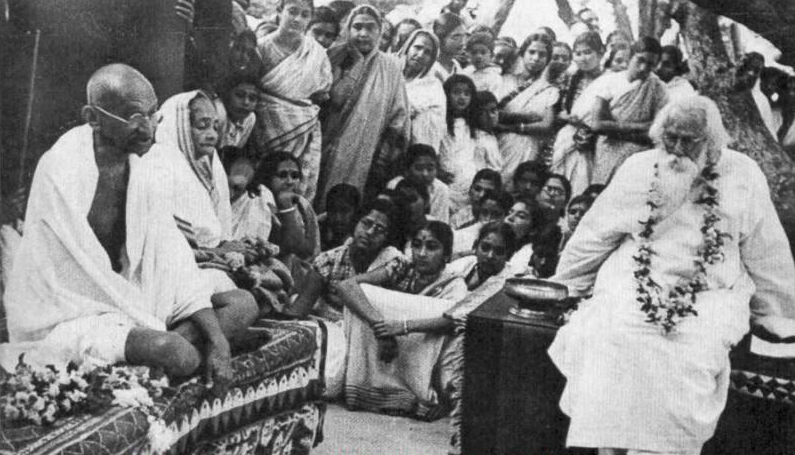
1940 Tagore con Gandhi

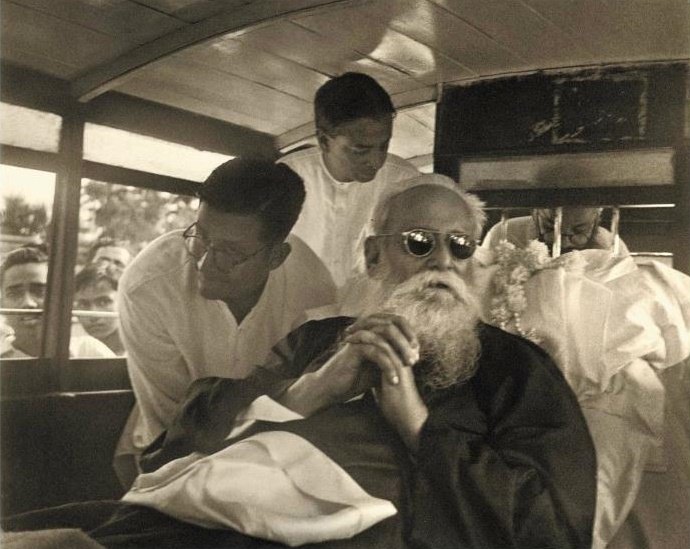
1941 Ultima fotografia ufficiale del poeta

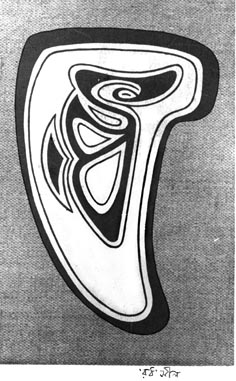
"Ro-Tho" (iniziali di RAbindranath THAkur)

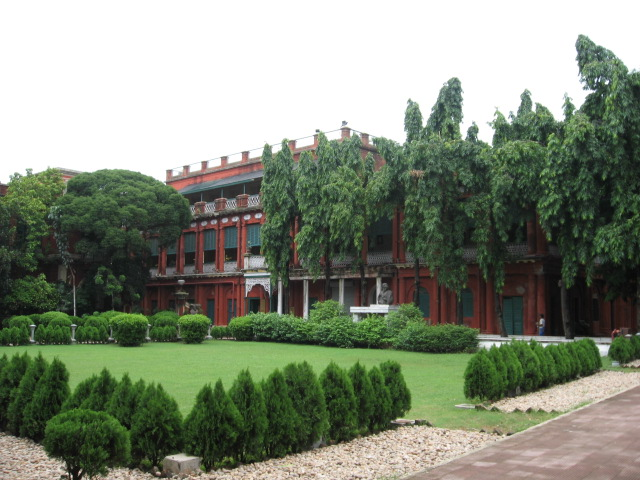
Jorasanko Thakur Bari, Luogo di nascita e di morte di Tagore

Rabindranath Tagore (nome anglicizzato di Rabíndranáth Thákhur, AFI: [ɾobin̪d̪ɾonat̪ʰ ʈʰakuɾ], in bengali রবীন্দ্রনাথ ঠাকুর, in hindī रबीन्द्रनाथ ठाकुर; Calcutta, 7 maggio 1861 – Calcutta, 7 agosto 1941) è stato un poeta, drammaturgo, scrittore e filosofo indiano di etnia bengalese, anche soprannominato Gurudev («mentore divino»), Kobiguru («poeta del mondo»), o Biswokobi («grande poeta»).

## Biografia
Il cielo non rispose, solo le stelle scintillavano, lacrime nella notte silenziosa.»
(Rabindranath Tagore,  Domanda, da Lipika)
Poeta, prosatore, drammaturgo e filosofo bengalese, nacque il 7 maggio 1861 nell'antica residenza famigliare di Jorasanko, a Calcutta, da una famiglia appartenente ad un'elevata aristocrazia che svolse un ruolo importante nella vita culturale, artistica, religiosa e politica del Bengala.
Per la vita le fonti sono costituite dai ricordi narrati dallo stesso autore:
- Tagore R., Ricordi, Vol. I e vol. II (1917 My Reminiscences), traduzione di Antonio Fuortes, Carabba, Lanciano 1928.
- Tagore R., Oltre il ricordo (1917 Jivansmrti), traduzione dal bengali di Brunilde Neroni, Sellerio, Palermo 1987.
- Tagore R., A quel tempo (1940 Chelebela - My Boybood Days - Souvenirs d'enfance), tradotto da una pubblicazione francese, Gallimard 1964, a cura di Luciano Tamburini, Einaudi, Torino 1987;

e dalle biografie presenti nelle edizioni italiane: 
- Odette Aslan, Tagore. La vita il pensiero i testi esemplari, traduzione di Palmiero Perugini, Accademia 1973.
- Biografia contenuta nel volume Tagore R., Ghitangioli, a cura di Marino Rigon con una prefazione di Aurobindo Bose, Guanda, Milano, 1975.

### La famiglia
Il nonno Dwarkanath (1794 - 1846), soprannominato Il Principe, era un importante uomo d'affari che aveva stretti contatti con la Compagnia delle Indie: aveva investimenti in trasporti, esportazioni, assicurazioni, banche, miniere di carbone, indaco, agenzie immobiliari. Insieme all'amico Raja Ramohan Roy, aveva fondato il Brahmo samaj, la Chiesa Teista dell'India; fu uno dei primi indiani a ricevere onori nelle corti di Inghilterra in cui fece un viaggio nel 1842 e fu ricevuto dalla regina Vittoria.
Il padre Debendranath (1817 - 1905), soprannominato Il Maharsi (il saggio) era un filosofo indù e riformatore religioso, attivo nel Brahmo Samaj, movimento religioso fondato nel 1848. Ciò non gli impedì di mantenere i suoi affari mondiali e di amministrare le proprietà materiali che includevano residenze nei diversi distretti del Bengala e la tenuta di Santiniketan vicino a Bolpur nel distretto di Birbhum.

### Infanzia e giovinezza
Rabindranath era il più giovane di quattordici fratelli, molti dei quali divennero personalità importanti nel campo artistico e culturale. Non segue studi regolari: il padre si assume la sua educazione. All'età di undici anni, nel 1873, assieme al padre compie il suo primo viaggio fuori da Calcutta e visita Amritsar, Santiniketan, Dalhoisie nella zona himalayana. 
Nel 1874 muore la madre e lui vive col fratello maggiore Dwijendranath (1840–1926), poeta, musicista e filosofo, e la moglie di lui Kadambari (1858 - 1884). Pubblica le sue prime composizioni poetiche o drammatiche su riviste letterarie. Una delle prime è il poema Il lamento della natura.
Nel 1878 compie il suo primo viaggio in Inghilterra e vi rimane 17 mesi.
Henry Morley sarà il suo insegnante di letteratura e musica. Al ritorno in patria compone un dramma musicale Il genio di Valmiki e I canti della sera.

### Matrimonio
Nel 1883 sposa Mrinalini Devi (1874–1902), una bambina di dieci anni, scelta dalla famiglia. Va a vivere con la moglie a Ghazipur. Dall'unione nasceranno cinque figli.
Nel 1890 compie il suo secondo viaggio in Europa: visita oltre all'Inghilterra, l'Italia e la Francia. Al suo ritorno pubblica numerose nuove opere: Il diario di un viaggiatore in Europa, Sonar Tarj La barca d'oro, Chitra, i drammi Fiume e Maledizione dell'addio.
Si impegna attivamente nel movimento nazionale e diventa presidente della Conferenza Provinciale del Bengala.
Dal 1897 al 1899 pubblica cinque nuove raccolte di poesie: Kanika, Katha, Kahini, Kaipana, Kashanika.
Decide successivamente di ritirarsi dalla vita pubblica di Calcutta e di andare a vivere a Santiniketan, un possedimento del padre e luogo di ritiro spirituale. Fonda una scuola dai principi pedagogici ispirati ad antichi ideali indiani.

### Gli anni di lutto
Nel 1902 muore la moglie, nel 1904 la figlia, nel 1907 il figlio più giovane. Il poeta è affranto dal dolore e scrive composizioni che riflettono il suo stato d'animo: Luna crescente, Soron, Nashta Nir Il nido distrutto, Chokher Bali Pugno nell'occhio.
Dal 1907 al 1910 compone le 157 poesie che saranno pubblicate nella raccolta intitolata Gītāñjali.

### Maturità
Nel 1912 compie il terzo viaggio in Europa. Il grande poeta irlandese William Butler Yeats, entusiasta dell'opera del poeta scrive la prefazione all'edizione inglese di Gitanjali (Offerta di canti). nel 1913 pubblica The Gardner, The crescent moon e Sadhana.

### Il Premio Nobel
Il mondo occidentale lo premia col Premio Nobel per la letteratura nel 1913,
()
Fu il primo Nobel letterario non occidentale nella storia del premio. L'Università di Calcutta nello stesso anno gli conferisce la laurea honoris causa.

### La prima guerra mondiale
Tornato in India nel 1914 pubblica le 47 liriche di Balaka, il poeta è molto scosso dall'infuriare della guerra. In questi anni avrà i suoi primi incontri con Gandhi da poco rientrato in India dal Sudafrica. Nell'aprile del 1916 riceve l'invito di tenere una serie di conferenze negli USA e in Giappone.

### La lotta per l'indipendenza dell'India
Nel 1915 era stato insignito da Giorgio V dell'onorificenza di cavaliere della corona inglese, ma quando nel 1919, nel Punjab ad Amritsar, le truppe del generale Reginald Dyer sparano su una folla di manifestanti dando luogo a un terribile massacro, ricordato col nome di Jalianwalla Bagh, Tagore scrive una lettera di sdegno al viceré dell'India Lord Chelmsford e rinuncia all'onorificenza.

### L'Università Vishva-Bharati
Nel 1921 realizza il progetto di trasformare la scuola di Santiniketan in un'università internazionale, La Vishva Bharati University. Ad essa devolve i proventi del premio Nobel e i diritti d'autore dei suoi libri.
Compie una serie di viaggi nel mondo per raccogliere fondi per l'Università: nel 1924 è in Malesia, Cina, Giappone. Poi si reca in Argentina, nel 1927 è in Italia. Nel 1928 la serie di conferenze tenute in Inghilterra diventano una pubblicazione dal titolo The religion of Man La religione dell'uomo.

### Arti Figurative
Dal 1928 fino alla morte crea circa 2400 opere, tra disegni e dipinti. Molte saranno esposte negli Stati Uniti e in Europa.
A Roma, nel 2012, la Galleria Nazionale di Arte Moderna ha allestito una mostra dal titolo The Last Harvest - Una mostra internazionale di dipinti di Rabindranath Tagore.

## Il pensiero di Tagore
Partendo dalla contemplazione della Natura, Tagore giunge ad una concezione monistica, al credo nell'Assoluto, l'Uno onnivadente che si trova nell'immensità dei cieli, nella varietà della natura, nella profondità della coscienza, come espresso anche dai testi filosofico-religiosi Upanishad. La visione cosmica di Tagore si configura nell'oscillazione tipicamente indiana fra panteismo e teismo, nella ricerca sospirosa di Dio e nell'accettazione della vita in ogni suo aspetto. Tagore è sempre colpito dallo spettacolo della natura, sia essa benevola o in trepidante attesa dell'imminente monsone, o sconvolta dal "cupo amore" delle nubi, per cui "geme la foresta / e trema il fiore" (Gītāñjali, 35). E il Sole nel cielo appare al poeta come l'immagine della potenza cosmica: "Al Sole / generatore del mondo, / nella cui gloriosa luce / l'uomo primieramente vide la verace forma di Dio".
Per il poeta ogni creatura vale in quanto è tale, senza le inique distinzioni di casta o di classe. Ne è un esempio l'amicizia tra la piccola bengalese Mini e il rude afghano che vede nella bambina la propria figlioletta lontana, fatto che conferisce al racconto Kabuliwalla (nel volume Il malefizio delle pietre) un valore morale universale.
Il nonno di Tagore, principe Dvarkanath, aveva fondato nel 1828 insieme con Rammohan Roy il Brahmo samaj, "la congregazione di Dio", il movimento teistico, ispirato da idee cristiane e islamiche, del quale il padre del poeta fu uno dei capi. E Tagore risentì dell'influsso di questa corrente di pensiero.
Il poeta fu molto attento anche agli umili e ai derelitti, nei quali vedeva la presenza di Dio: "dove sta il più disprezzabile di tutti, / il più povero dei poveri / Tu regni" (Gītāñjali 107).

## Inni nazionali
- Il testo e la musica dell'inno nazionale dell'India Jana Gana Mana, «Tu sei il dominatore delle menti di tutti»), sono di Tagore. Il testo è la prima delle cinque strofe di un poema di Tagore, Bhārat Bhāgya Vidhātā (Bengali: ভারতভাগ্যবিধাতা, Dispenser of the destiny of India)[9], scritto in lingua bengalese, ed è stato adottato, tradotto in hindi, dall'Assemblea Costituente Indiana il 24 gennaio 1950.
- i primi dieci versi della sua canzone Amar Shonar Bangla (in scrittura bengalese: আমার সোনার বাংলা), scritta nel 1905-1906, sono stati scelti come inno nazionale del Bangladesh dal 1972.[10]

## Diffusione nel mondo
Tagore è stato tradotto praticamente in tutte le lingue europee, risultando forse l'autore di origini bengalesi più noto in Occidente, anche grazie alla sua grande amicizia con il musicologo inglese Arthur Henry Fox Strangways, che si è impegnato a diffondere le sue opere in Occidente.

## Opere
La sua produzione letteraria è molto varia: 
- liriche destinate al canto, che egli stesso musicò e tradusse in inglese
- lavori teatrali ricchi d'intermezzi lirici
- romanzi
- novelle, memorie, saggi e conferenze.

### Cronologia delle opere e traduzioni italiane
- 1881 Valmiki-Pratibha - dramma musicale - Il genio di Valmiki
- 1881 Sandya-sangit - I canti della sera - poesie -
- 1882 Prabhat-sangit - I canti del mattino - poesie -
- 1890 Visarjan - tragedia in versi - Il sacrificio -
- 1891 Manasi - poesie -
- 1891 Manoscritto di ValKunta - dramma -
- 1891 Il re e la regina - dramma-
- 1890 Il diario di un viaggiatore in Europa
- 1894 Sonar Tari - poesie -La barca d'oro, Guanda 1991
- 1896 - 1914 Chitra - opera teatrale -
- 1897-99 Kanika - Katha - Kahini - Kalpana - Ksanika - raccolte di poesie
- 1904 Soron - 27 poesie - Shoron (Ricordi), Guanda, Milano 1995
- 1904 - 1913 - The crescent Moon - Londra 1913 (Luna crescente), contiene traduzioni dal poemetto Sisu (Il bambino)
- 1905 Ghare Baire - romanzo - La casa e il mondo, Carabba Editore Lanciano 1916 - La casa e il mondo, Pratiche, Parma 1999
- 1906 Nastanirh - romanzo - Il nido infranto. Una storia d'amore, Guanda, Milano 2005
- 1906 Chokher Bali - romanzo - Pugno nell'occhio
- 1910 Raja - dramma -(The King of the Dark Chamber)
- 1912 Dak Ghar - dramma - (The Post Office)
- 1912 Achalayatan - dramma -(The Immovable)
- 1912 My Reminiscences, Mac Millan Company, New York 1917, Ricordi, vol. I e vol. II, Traduzione di Antonio Fuortes, Carabba, Lanciano 1928
- 1912 Gitanjali - poesie - Londra 1912 - pubblicato in Italia nel 1914 da G. Carabba Editore Lanciano nella collana "scrittori italiani e stranieri", con la traduzione di Arundel Del Re - pubblicato in Italia da Guanda 1964
- 1913 The Gardener - poema - Il giardiniere, Guanda, Parma 1986
- 1913 Sadhana - saggio - La vera essenza della vita. Sadhana, Corbaccio 2000
- 1914 Balaka - poesie - Stormi nel cielo (Balaka), Guanda, Parma 1977 (da edizione 1963, Vishva-Bharati, Calcutta)
- 1914 Gitimalya - raccolta di canzoni - (Wreath of Songs)
- 1917 (scritto 1911) Jivansmriti - autobiografia - Oltre il ricordo, traduzione di Brunilde Seroni dal bengali - Sellerio, Palermo 1987.
- 1922 Muktadhara - dramma -(The Waterfall)
- 1926 Raktakaravi - dramma -(Red Oleanders)
- 1926 conferenze - La religione dell'uomo, Rusconi, Milano, 1989
- 1928 Lettere a un amico
- 1928 Fireflies - Lucciole, 1932 Dui Bon - romanzo - due sorelle
- 1932 Malanca - romanzo - Il giardino
- 1932 Bansari - dramma in prosa -
- 1934 Char Adhyaya - romanzo - Quattro capitoli
- 1935 poesia - Ultima ottava
- 1935 poesia - Viale
- 1938 poesia - Luce serale
- 1940 poesia - Il confine e Il neonato
- 1940 - saggio pedagogico - Ideale d'insegnamento
- 1940 Chelebela - My Boybood Days - racconti autobiografici - A quel tempo, Einaudi, Torino 1987
- 1941 saggio - Crisi di civiltà

### Altre opere tradotte in italiano
- Ricordi, Carabba, Lanciano 1928
- Oltre il ricordo, Sellerio, Palermo 1987
- La poesia della natura, Guanda, Milano 2005
- Sissu, Guanda, Parma 1979
- Sfulingo (Scintille), Guanda, Parma 1978
- Antologia di scritti pedagogici, La Scuola, Brescia 1975
- Canti e Poesie, Newton Compton, Roma
- La luna crescente, Libritalia
- Novelle preziose, Libritalia
- Cinquantotto poesie, Mondadori, Milano 1998
- Gitanjali, Giunti, Firenze 1994
- Massime per una vita armoniosa, Corbaccio 2001
- Il Dio vicino, Corbaccio 2002
- Poesie, Gitanjali, Il Giardiniere, Newton Compton, Roma 1992
- Poesie d'amore, Newton Compton, Roma 2005
- Lipika, SE, Milano 1989
- Uccelli migranti, Sarva 1991
- Le ali della morte, Guanda, Parma 1987
- Il dono dell'amante. Passando all'altra riva, Sarva 1991
- Il paniere di frutta, SE, Milano 1997
- Fogli strappati. Immagini dal Bengala, TEA 1999
- Lechan, SE, Milano 1994
- Poesie d'amore, TEA 2000
- La religione della gioia, Mondadori, Milano 2008
- Il canto della vita, Guanda, Milano 2005
- Il mondo della personalità, TEA 1999
- Canti di offerta, TEA 1999
- La poesia della natura, Guanda, Milano 2005
- Canto d'infanzia, TEA 1996
- Roggsoggie (Sul letto della malattia), Book Editore 1993
- Morettina (Shemoli), Book editore 1992
- Neonato, Nobogiatok, Book Editore 2001
- Il Cristo, Ed. Paoline 1993
- Le pietre maledette, TEA 2001
- Petali sulle ceneri. Poesie d'amore, Guanda, Milano 1994
- La civiltà occidentale e l'India, Bollati-Boringhieri 1991
- Il canto della vita. Antologia poetica, Guanda, Parma 1989
- I misteri del Bengala. Storie e racconti di fantasmi, Donzelli 2006
- La casa della pace, Bollati-Boringhieri 1999
- Le parole di Tagore, Ed. Paoline 1995
- La felicità interiore, Sarva 1991
- Il cuore di Dio, Armenia Ed. 1999
- Farò fiorire canti nuovi, Ed. Paoline 2003
- Un Dio per tutti, Sarva 1991
- Kolpona (fantasia), Book Ed., 1995
- Il nido dell'amore. Riflessioni per una vita serena, Ed. Paoline 1998
- Citrangoda, Guaraldi 2004
- La casa e il mondo, Pratiche, Parma 1996
- Il canto della vita, Guanda, Milano 1993
- Il tremendo gioco della gioia, EMI, Bologna, 2009
- Victoria Ocampo, Rabindranath Tagore, Non posso tradurre il mio cuore. Lettere 1924-1943, cura e traduzione di Maura Del Serra, Milano, Archinto, 2013, pp. 144.
- Poesia-Teatro-Prosa. Nobel 1913, UTET, Torino 1979

## Curiosità
- La poesia di Tagore আমরা সবাই রাজা (tradotto con Siamo tutti re) è stata utilizzata per il testo di una canzone dello Zecchino d'Oro 1986
- Secondo alcune testimonianze,[12] Tagore conosceva l'esperanto.

### Biografie
- (EN) Krishna Kripalani, Rabindranath Tagore: A Biography, Oxford University Press, 1962.

### Saggi
- Amartya Sen, Tagore and his India.
- Tagore R., Ghitangioli, a cura di Marino Rigon con una prefazione di Aurobindo Bose, Guanda, Milano, 1975.
- Tagore R., La casa della pace, introduzione di S. Piano, Bollati Boringhieri, Torino, 1999.
- Tagore R., La civiltà occidentale e l’India, introduzione di H. Kabir, Boringhieri, Torino, 1961.
- Tagore R., A quel tempo, a cura di Luciano Tamburini, Einaudi, Torino 1987.
- AA. VV., Centenario di Tagore 1861-1961, Roma 1962.
- Brunilde Neroni, Rabindranath Tagore, Padova, 1987, ISBN 8870267717.
- Giacomo Ottonello, Vita e pensiero di Rabindranath Tagore, Milano, Mursia, 1978, ISBN 8842593079.